# Rupam Sarmah
Rupam Sarmah (nacido el 15 de agosto en Jorhat, Assam), es un director musical, compositor, cantante, empresario e ingeniero informático indio, actualmente reside en California, Estados Unidos desde 1992. Rupam ha debutado como director musical para varias producciones de películas en los Estados Unidos y la India. También ha dirigido películas de ficción y documentales. 
Rupam colaboró y grabó sus propias canciones con reconocidos artistas internacionales como Pandit Vishwa Mohan Bhatt, Pandit Subhen Chatterjee, Padmashree Sumitra Guha, Alan Roy Scott, Ken Koshio, Brian Vibberts, Laura Sullivan, Udit Narayan, Babul Supriyo, Sadhna Sargam, Kumar Sanu, Purnima, Rupankar, Usha Uthup y entre otros. Rupam también es fundador de una comunidad de medios de opción, para la creación de contenidos de colaboración y distribución denominada, MaZumba. 

## Obras y películas
1. In Search of God	– Film Director (Rupam's debut film as a Director; BEST DOCUMENTARY AWARD, Indian Film Festival, Houston, Texas)
2. In Search of God	– Music Score, composer, Sound Design
3. Sagar Kinare (Bengalí)	Music Director	(XYZ Multimedia)
4. Alor Thikana (Bengalí) 	Music Director (Deep Films)
5. Feature Film (English) – "Theme Disability" – Story, Screenplay, Film Director (in Production)
6. Short Films (In Production)

## Obras musicales (listas completas
1. Omkara – The Sound of Divine Love (World Music Project based on CHAKRA) – Directed and Produced by Rupam (Pandit Vishwa Mohan Bhatt and others) – to be released in 2014
2. In Search of God – Singer, Direction and Score
3. Sagar Kinare (Bengalí) – Singer and Music Director
4. Hits of Rupam	 – Singer and composer
5. Priyam (Assamese)	– Singer and composer
6. Gems of Bishnu Rabha, vol 1, 2, 3 (iTunes) – Sound Design
7. Geetali (Assamese)	– Singer and composer
8. Piya Re (Hindi) – Singer and composer
9. Praner Gaan – Singer Composer
10. Sylvan Rhapsody of Assam (iTunes)	 –  Sound Design
11. Sangeetpremee – Singer and composer
12. My Love Is You – Singer and composer
13. Music Film (world record concert) – A Musical Journey for World Peace by Rupam and his team
14. Bengali Album (Banjara)
15. Bishnuprasadar Prosad (book – published) (assisted Dilip Dutta, RI, USA)
16. Bhupen Hazarikar Geet aru Jeevan Roth – to be released – new version (assisted Dilip Dutta, RI, USA)